# Pente Mala
Pente Mala è un rilievo dell'isola d'Elba. 
Si tratta di una formazione monzogranitica facente parte della Catena del Monte Capanne, che raggiunge un'altezza di 330 metri sul livello del mare. Si trova non distante dal Poggio dei Persi e dal Masso dell'Omo.
Il toponimo deriva dal termine elbano pente («precipizio») unito all'aggettivo mala, che ne indica la pericolosità di accesso.
Nell'area, almeno sino al XVIII secolo, si trovava una postazione di avvistamento.

## Ambiente naturale
La vegetazione è composta principalmente da leccio, corbezzolo ed Erica arborea.